# Bob Bradley
Robert Frank "Bob" Bradley, född den 3 mars 1958 i Montclair i New Jersey, är en amerikansk fotbollstränare. Han har tidigare varit förbundskapten för USA och Egypten.

## Spelarkarriär
Bradley spelade under studietiden på Princeton University för Princeton Tigers.

## Tränarkarriär

### College
Bara 22 år gammal tog Bradley över huvudansvaret för Ohio Universitys Ohio Bobcats 1981. Efter två säsonger blev han assisterande tränare under Bruce Arena för University of Virginias Virginia Cavaliers, och 1984 tog han över tränarjobbet på sin gamla skola Princeton. Där blev han kvar till 1995.

### Major League Soccer
När Major League Soccer (MLS) drog igång 1996 fick Bradley för andra gången jobb som assisterande under Bruce Arena, nu för DC United. Klubben vann MLS Cup de två inledande säsongerna och därefter fick Bradley jobbet som huvudtränare för Chicago Fire, som var en nybildad klubb. Bradley dirigerade första säsongen Chicago till "dubbeln" genom vinst i både ligan (MLS Cup) och cupen (US Open Cup), vilket gav honom utmärkelsen Coach of the Year Award i MLS. Två år senare vann klubben US Open Cup igen.
Inför 2003 års säsong tog Bradley över MetroStars, som han tog till final i US Open Cup under den första säsongen. Med några matcher kvar av säsongen 2005 fick han sparken, och året efter tränade han Chivas USA.

### Förbundskapten
USA:s herrlandslag gjorde dåligt ifrån sig i VM 2006 och efter turneringen utsågs Bradley till tillförordnad förbundskapten. Många trodde att Jürgen Klinsmann sedan skulle utses till ordinarie förbundskapten, men det amerikanska förbundet och Klinsmann kunde inte komma överens, så jobbet gick till Bradley.
2007 ledde Bradley landslaget till seger i Concacaf Gold Cup, men direkt därefter förlorade man samtliga tre gruppspelsmatcher i Copa América. Två år senare kom USA överraskande tvåa i Confederations Cup och sedan även tvåa i Concacaf Gold Cup. USA kvalificerade sig sedan för VM 2010, där man vann sin grupp men åkte ut i slutspelet mot Ghana.
USA kom återigen tvåa i Concacaf Gold Cup 2011, men senare samma sommar fick Bradley sparken som förbundskapten och ersattes av Jürgen Klinsmann.
Senare samma år tog Bradley över som förbundskapten för Egypten. I kvalet till VM 2014 åkte Egypten ut mot Ghana, och Bradley fick lämna jobbet.

### Europa
2014 blev Bradley tränare för den norska klubben Stabæk, som precis tagit sig tillbaka till Tippeligaen. Han blev därmed den första amerikanen någonsin att träna en europeisk klubb som spelade i den högsta serien. Han blev kvar i Norge i två säsonger.
I slutet av 2015 tog Bradley över den franska klubben Le Havre i Ligue 2. Klubben kom fyra säsongen 2015/16.
Bradley utsågs i oktober 2016 till tränare för den walesiska klubben Swansea City i Premier League; ingen amerikan hade tidigare varit huvudtränare i denna liga. Efter mindre än tre månader och bara elva matcher fick han dock sparken i december samma år, vilket var det näst snabbaste avskedandet i Premier Leagues historia.

### Major League Soccer igen
Sommaren 2017 utsågs Bradley till tränare för Los Angeles FC, som började spela i MLS 2018. Inför 2022 års säsong blev han i stället tränare och sportchef för Toronto.

## Övrigt
Bradleys son Michael är också aktiv inom fotbollen och har spelat för klubbar som Heerenveen, Borussia Mönchengladbach och Roma samt USA:s landslag.